# Matrice tridiagonale
In algebra lineare una matrice tridiagonale è una matrice quadrata che al di fuori della diagonale principale e delle linee immediatamente al di sopra e al di sotto di essa (la prima sovradiagonale e la prima sottodiagonale), ha solo valori nulli (0). Nella diagonale principale, nella prima sovradiagonale e nella prima sottodiagonale, invece, può esserci qualunque valore (compreso il valore nullo). È banale dire che, se anche la diagonale principale, la prima sovradiagonale e la prima sottodiagonale hanno tutti i valori nulli, la matrice diventa una matrice nulla, rimanendo una matrice tridiagonale.
Anche la matrice diagonale è una matrice tridiagonale.
Ogni matrice quadrata di ordine 1 o 2 è automaticamente tridiagonale.
Un altro esempio di matrice tridiagonale è
{\displaystyle {\begin{pmatrix}1&4&0&0\\3&4&1&0\\0&2&3&4\\0&0&1&3\\\end{pmatrix}}}

## Proprietà
Le matrici tridiagonali sono un caso particolare di matrici a banda, i cui elementi non zero stanno su alcune diagonali consecutive. In particolare, una matrice tridiagonale è contemporaneamente una matrice di Hessenberg superiore e inferiore (ovvero ha nulli sia tutti gli elementi sotto la prima sottodiagonale sia tutti quelli sopra la prima sovradiagonale).

## Applicazioni
Dal punto di vista computazionale, le matrici tridiagonali generalizzano le matrici diagonali quanto le matrici di Hessenberg generalizzano le matrici triangolari: si possono ottenere in più casi ma mantengono una sensibile diminuzione di sforzo computazionale rispetto a quello richiesto per generiche matrici quadrate.
In particolare, una matrice di Hessenberg hermitiana o simmetrica è una matrice tridiagonale.
In meccanica quantistica vengono talvolta utilizzate matrici tridiagonali di ordine infinito (numerabile).

### Sistema di equazioni
Un sistema {\displaystyle Ax=b} con {\displaystyle A} tridiagonale è detto tridiagonale. Esiste un algoritmo efficiente per la sua soluzione, l'algoritmo di Thomas, che ha una complessità di {\displaystyle O(n)}.